# 兹米伊夫区

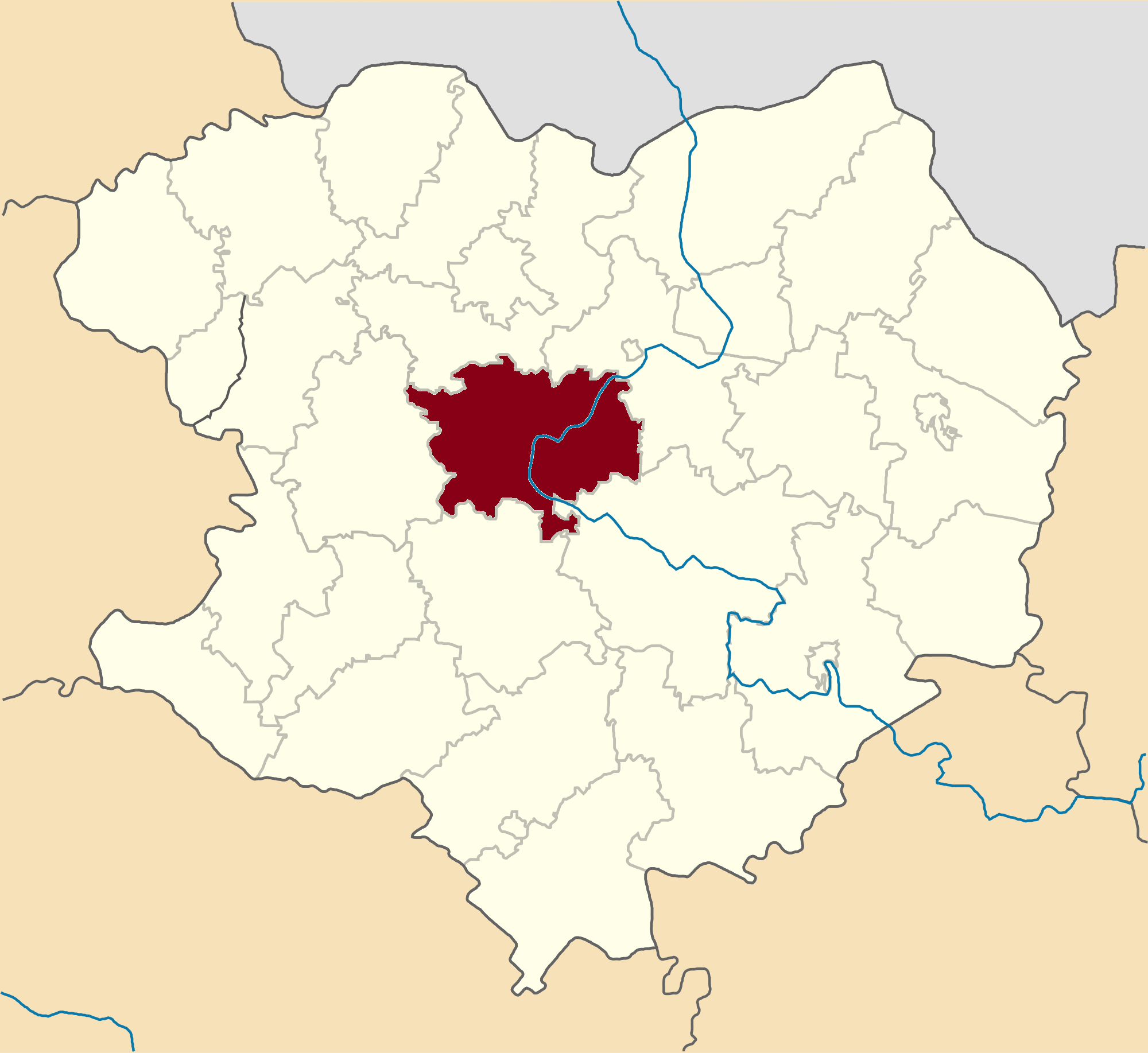

兹米伊夫区（烏克蘭語：Зміївський район），又按俄语名译为茲米約夫區，曾是烏克蘭東部哈爾科夫州的一個區，行政中心設於兹米伊夫，面積1,364.65平方公里，2013年人口72,587，人口密度每平方公里53.19人。
该区在2020年7月18日的乌克兰行政区划改革中被撤销，改革后哈爾科夫州下分为7个区，兹米伊夫區合并至丘胡伊夫区。